# La pêche aux poissons rouges
La pêche aux poissons rouges er en fransk stumfilm fra 1895 af Louis Lumière.